# Ben Shelton
Benjamin Todd Shelton (Atlanta, 9 ottobre 2002) è un tennista statunitense.
In singolare è giunto in semifinale agli US Open 2023 e agli Australian Open 2025. Ha vinto tre titoli del circuito maggiore, su cinque finali disputate, tra cui il Master 1000 del Canada nel 2025, ha raggiunto la 6ª posizione della classifica ATP nell’agosto 2025. In doppio ha giocato una finale nel circuito maggiore e si è spinto fino alla 68ª posizione mondiale nel maggio 2024. Inoltre, nel doppio misto, ha raggiunto la semifinale agli US Open 2023 in coppia con la connazionale Taylor Townsend.

## Biografia
È figlio dell'ex tennista Bryan Shelton, allenatore del team di tennis maschile dell'Università della Florida (Florida Gators) nell'ambito dell'NCAA, di cui Ben è entrato a far parte nel 2020. Anche suo zio, Todd Witsken, era stato tennista professionista. 
Ha iniziato a giocare a tennis all'età di 10 anni insieme al padre. I suoi campi da tennis preferiti sono quelli con la superficie in cemento e il suo idolo è Roger Federer.

## Carriera

### 2021: esordio tra i professionisti
Fa il suo debutto nel tennis professionistico nel giugno 2021 e un mese dopo vince i suoi primi titoli ITF in singolare e in doppio al torneo M25 di Champaign. Riceve una wild card per le qualificazioni degli US Open 2021 e viene sconfitto al secondo turno da Botic van de Zandschulp.

### 2022: tre titoli Challenger e ingresso in top 100
Nel luglio si qualifica per il Challenger di Rome dove raggiunge la finale. Due settimane dopo fa il suo esordio nel circuito ATP con una wild card ad Atlanta, in cui ottiene la sua prima vittoria nel circuito ATP al primo turno contro Ramkumar Ramanathan prima di arrendersi a John Isner nell'incontro successivo. La settimana dopo gioca la seconda finale Challenger a Chicago, sconfitto da Roman Safiullin. Entra con una wild card anche al Cincinnati Open, il suo primo Masters 1000, in cui batte al primo turno Lorenzo Sonego, supera quindi a sorpresa il nº 5 del mondo Casper Ruud e al terzo turno raccoglie solo 2 giochi contro Cameron Norrie.
Grazie ad un'altra wild-card debutta agli US Open, ma perde all'esordio. Disputa anche il torneo di doppio assieme a Christopher Eubanks ma vengono eliminati al secondo turno dal duo Sonego/Vavassori dopo il successo contro Stefanos e Petros Tsitsipas. Continua a risalire la classifica con la finale persa a ottobre contro Zachary Svajda al Tiburon Challenger. A novembre vince il primo titolo Challenger a Charlottesville con il successo in finale su Eubanks. Bissa il successo con un altro titolo la settimana successiva battendo di nuovo Eubanks nella finale del Challenger di Knoxville. All'ultimo impegno stagionale conquista il titolo al Challenger di Champaign-Urbana superando in rimonta Aleksandar Vukic e il 21 novembre fa il suo ingresso nella top 100, alla 97ª posizione.

### 2023: quarti agli Australian Open, semifinale agli Us Open, trionfo al 500 di Tokyo e 15º nel ranking

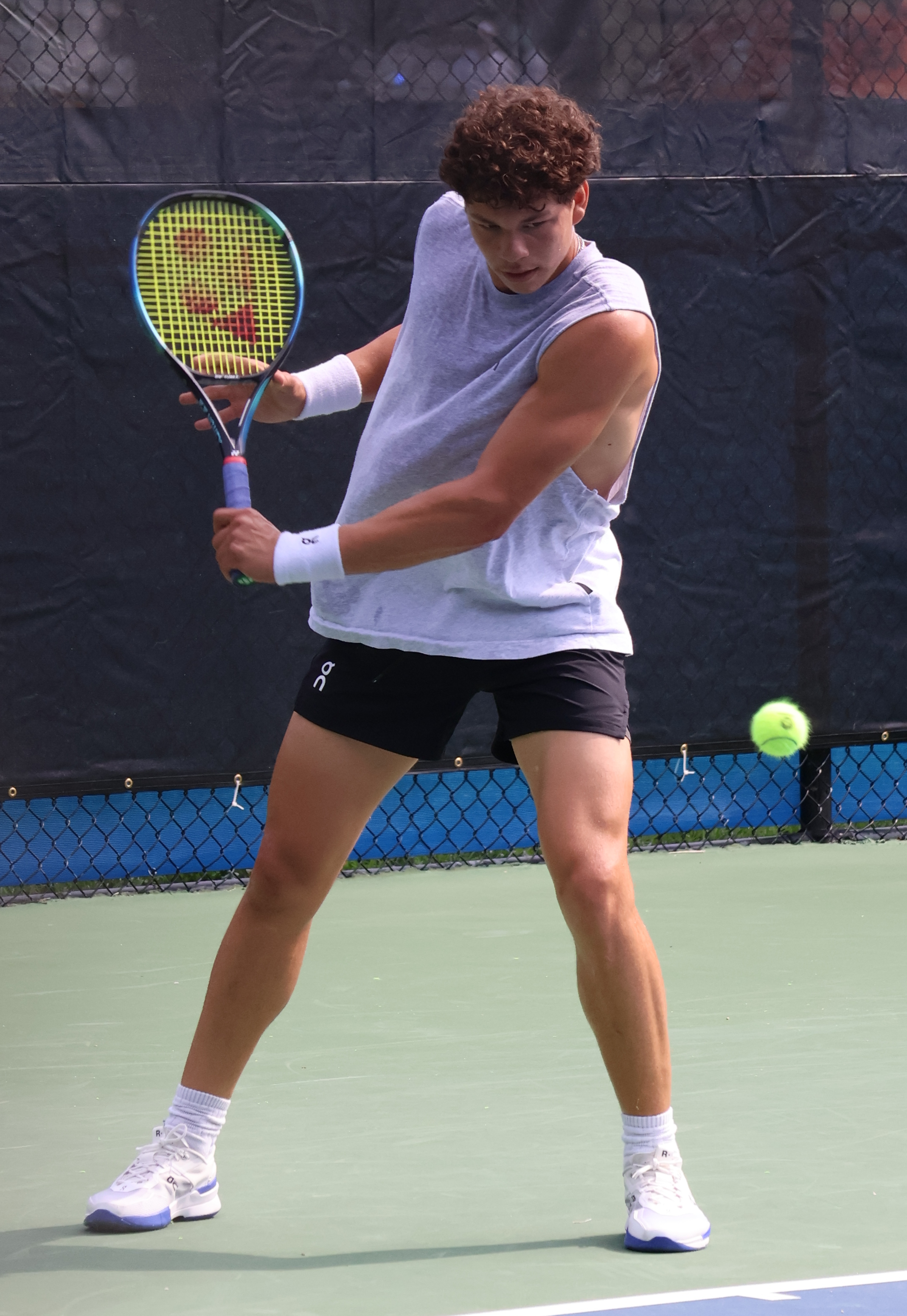
Ben Shelton nel 2023

Dopo le premature eliminazioni ad Adelaide e Auckland, supera Zhang Zhizhen al primo turno degli Australian Open e si spinge per la prima volta fino ai quarti in uno Slam. L'accesso alla semifinale gli viene negato da Tommy Paul, che si impone al quarto set. Nei successivi tornei ATP vince in singolare solo tre primi turni al Masters di Indian Wells, al torneo dell'Estoril e di Barcellona, mentre in doppio raggiunge i quarti assieme a Tommy Paul al Miami Open grazie al successo sulle teste di serie nº 2 Rajeev Ram/Joe Salisbury. A maggio perde contro Laslo Đere la semifinale al Challenger di Cagliari. Non va oltre il primo turno al Roland Garros e il secondo a Wimbledon.
Sia all'Atlanta Open che al Washington Open viene eliminato al primo turno da Shang Juncheng, nel 500 di Washington disputa la sua prima finale ATP in carriera in doppio e in coppia con Mackenzie McDonald viene sconfitto in tre set da Máximo González / Andrés Molteni. Con questo risultato entra per la prima volta nella top 100 di specialità, alla 90ª posizione. Al Canadian Open viene sconfitto al secondo incontro dal nº 1 del mondo Carlos Alcaraz. Agli US Open supera nei primi turni Cachín, Thiem e Karatsev. Negli ottavi di finale ritrova Paul, che sconfigge in quattro set, mentre nei quarti batte nuovamente Frances Tiafoe. Raggiunge per la prima volta le semifinali di uno Slam, e cede in tre set al nº 2 del mondo Novak Đoković, risultati con cui entra per la prima volta in top 20, in 19ª posizione.
Dopo la partecipazione alla Laver Cup, raggiunge i quarti di finale al Masters di Shanghai dopo aver superato il nº 4 del mondo Sinner e viene battuto da Sebastian Korda. Si aggiudica il primo titolo del circuito maggiore all'ATP 500 di Tokyo sconfiggendo fra gli altri di nuovo Tommy Paul e in finale supera Aslan Karatsev per 7-5, 6-1; a fine torneo sale alla 15ª posizione mondiale. Viene subito eliminato nei tornei di Vienna e Paris Bercy.

### 2024: secondo titolo ATP e 13º nel ranking
Al primo torneo stagionale a Brisbane esce al primo turno, mentre cede in semifinale a Auckland contro Tarō Daniel. Agli Australian Open perde al terzo turno contro Adrian Mannarino. Esce in semifinale anche a Dallas, per mano di Paul, e perde nei quarti ad Acapulco contro Casper Ruud. Non va oltre gli ottavi a Indian Wells e i sedicesimi a Miami. Conquista il titolo battendo Frances Tiafoe in tre set nella finale all'ATP di Houston, dove anche il padre Bryan aveva vinto 30 anni prima, nel 1992. A fine torneo porta il miglior ranking alla 14ª posizione.
Sulla terra battuta europea viene eliminato nelle fasi iniziali dei tornei di singolare a Madrid, Roma e Ginevra. In doppio arriva in semifinale a Roma in coppia con Alexander Bublik, vengono battuti dai numeri 1 del mondo Zeballos / Granollers e Shelton porta il miglior ranking al 68º posto. All'Open di Francia, viene sconfitto al terzo turno da Félix Auger-Aliassime. Vince in totale un solo incontro nei tornei sull'erba a Stoccarda, al Queen's e a Maiorca. Sui prati di Wimbledon supera i primi tre incontri in cinque set e viene eliminato in tre set dal nº 1 del mondo Jannik Sinner negli ottavi di finale. 
Eliminato all'esordio nel torneo casalingo di Atlanta, perde contro Flavio Cobolli in semifinale a Washington. Non va oltre i sedicesimi a Montreal, mentre perde contro Zverev nei quarti a Cincinnati e sale al 13º posto mondiale. Perde in cinque set contro Tiafoe al terzo turno degli US Open. Partecipa nuovamente alla Laver Cup, mentre nello swing asiatico si ferma nei quarti al torneo di Tokyo, dove era campione uscente, e negli ottavi a Shangai. A Basilea elimina il top 10 Rublev e il top 20 Fils e viene sconfitto in finale da Giovanni Mpetshi Perricard. Al Paris Masters viene eliminato al secondo turno.

### 2025: semifinale agli Australian Open, primo Masters 1000 e top 10
All'esordio stagionale è testa di serie nº 1 a Auckland e perde al secondo turno contro Jakub Menšík. Raggiunge per la prima volta le semifinali agli Australian Open, supera al terzo turno il top 15 Lorenzo Musetti e accede ai quarti per il ritiro dell'infortunato Gaël Monfils al quarto set. Sconfigge quindi Lorenzo Sonego e cede al campione uscente Jannik Sinner in tre set. Senza perdere alcun set, raggiunge i quarti di finale a Indian Wells e viene eliminato dal vincitore del torneo Jack Draper. Non supera il turno di esordio al Miami Open e al Monte Carlo Masters.
Raggiunge la finale agli Internazionali di Baviera battendo Francisco Cerundolo e raccoglie sei soli giochi contro Zverev. Sconfitto nelle fasi iniziali nei Masters di Madrid e Roma, riprende a salire nel ranking spingendosi per la prima volta fino al quarto turno al Roland Garros e perde in quattro set contro Alcaraz, che confermerà il titolo vinto nel 2024. Accede alla semifinale sull'erba dello Stuttgart Open con il successo su Jiří Lehečka, viene nuovamente sconfitto da Zverev e fa il suo ingresso in top 10, al 10º posto mondiale. Sconfitto al turno di esordio al Queen's e a Maiorca, a Wimbledon raggiunge per la prima volta i quarti di finale. Nel suo percorso batte Alex Bolt, Rinky Hijikata, Márton Fucsovics e Lorenzo Sonego (per il terzo Slam di fila). A sbarragli la strada, come l'anno prima, è il nº 1 del mondo e futuro vincitore del torneo Jannik Sinner, che si impone in tre set. Raggiunge la semifinale a Washington e viene sconfitto da Alejandro Davidovich Fokina. Al successivo Canadian Open 2025 trionfa per la prima volta in un torneo di categoria ATP Tour Masters 1000, elimina nell'ordine Adrian Mannarino, Brandon Nakashima, Flavio Cobolli, Alex de Minaur e Taylor Fritz. In finale ha la meglio su Karen Chačanov al Tie-break del terzo set. Grazie a questo risultato porta il miglior ranking alla 6ª posizione.

## Statistiche

### Singolare

#### Vittorie (3)
| Legenda              |
| Grande Slam (0)      |
| ATP Finals (0)       |
| ATP Masters 1000 (1) |
| ATP Tour 500 (1)     |
| ATP Tour 250 (1)     |

| N. | Data            | Torneo                                       | Superficie  | Avversario in finale | Punteggio           |
| 1. | 22 ottobre 2023 | Japan Open Tennis Championships, Tokyo       | Cemento     | Aslan Karacev        | 7–5, 6–1            |
| 2. | 7 aprile 2024   | U.S. Men's Clay Court Championships, Houston | Terra rossa | Frances Tiafoe       | 7–5, 4–6, 6–3       |
| 3. | 8 agosto 2025   | Canadian Open, Toronto                       | Cemento     | Karen Chačanov       | 6(5)–7, 6–4, 7–6(3) |

#### Finali perse (2)
| Legenda              |
| Grande Slam (0)      |
| ATP Finals (0)       |
| ATP Masters 1000 (0) |
| ATP Tour 500 (2)     |
| ATP Tour 250 (0)     |

| N. | Data            | Torneo                                                 | Superficie  | Avversario in finale       | Punteggio   |
| 1. | 27 ottobre 2024 | Swiss Indoors, Basilea                                 | Cemento (i) | Giovanni Mpetshi Perricard | 4–6, 6(4)–7 |
| 2. | 20 aprile 2025  | Internazionali di Tennis di Baviera, Monaco di Baviera | Terra rossa | Alexander Zverev           | 2–6, 4–6    |

### Doppio

#### Finali perse (1)
| Legenda              |
| Grande Slam (0)      |
| ATP Finals           |
| ATP Masters 1000 (0) |
| ATP Tour 500 (1)     |
| ATP Tour 250 (0)     |

| N. | Data          | Torneo                      | Superficie | Compagno           | Avversari in finale            | Punteggio           |
| 1. | 6 agosto 2023 | Washington Open, Washington | Cemento    | Mackenzie McDonald | Máximo González Andrés Molteni | 7–6(4), 2–6, [6–10] |

### Tornei minori

#### Singolare

##### Vittorie (4)
| Legenda tornei minori |
| Challenger (3)        |
| ITF (1)               |

| N. | Data             | Torneo                                                | Superficie  | Avversario in finale | Punteggio        |
| 1. | 1 agosto 2022    | M25 Champaign, Champaign                              | Cemento     | Gijs Brouwer         | 7–6(4), 6–3      |
| 2. | 5 novembre 2022  | Charlottesville Men's Pro Challenger, Charlottesville | Cemento (i) | Christopher Eubanks  | 7–6(4), 7–5      |
| 3. | 13 novembre 2022 | Knoxville Challenger, Knoxville                       | Cemento (i) | Christopher Eubanks  | 6–3, 1–6, 7–6(4) |
| 4. | 20 novembre 2022 | Champaign-Urbana Challenger, Champaign                | Cemento (i) | Aleksandar Vukic     | 0–6, 6–3, 6–2    |

##### Finali perse (3)
| Legenda tornei minori |
| Challenger (3)        |
| ITF (0)               |

| N. | Data           | Torneo                            | Superficie  | Avversario in finale | Punteggio     |
| 1. | 17 luglio 2022 | Georgia's Rome Challenger, Rome   | Cemento (i) | Wu Yibing            | 5–7, 3–6      |
| 2. | 14 agosto 2022 | Chicago Men's Challenger, Chicago | Cemento     | Roman Safiullin      | 3–6, 6–4, 5–7 |
| 3. | 9 ottobre 2022 | Tiburon Challenger, Tiburon       | Cemento     | Zachary Svajda       | 6–2, 2–6, 4–6 |

#### Doppio

##### Vittorie (1)
| Legenda tornei minori |
| Challenger (0)        |
| ITF (1)               |

| N. | Data           | Torneo                   | Superficie | Compagno        | Avversari in finale        | Punteggio |
| 1. | 31 luglio 2022 | M25 Champaign, Champaign | Cemento    | Eliot Spizzirri | Yunseong Chung Rio Noguchi | 6–4, 6–0  |

##### Finali perse (1)
| Legenda tornei minori |
| Challenger (0)        |
| ITF (1)               |

| N. | Data            | Torneo                     | Superficie  | Compagno   | Avversari in finale            | Punteggio |
| 1. | 23 ottobre 2022 | M15 Vero Beach, Vero Beach | Terra rossa | Liam Draxl | Johannes Ingildsen Duarte Vale | 3–6, 4–6  |

## Risultati in progressione
| V | F | SF | QF | #T | RR | Q# | A | Z# | PO | O | F-A | SF-B | ND |

(V) Torneo vinto; raggiunto (F) finale, (SF) semifinale, (QF) quarti di finale, (#T) turni 4, 3, 2, 1; (RR) round - robin; (Q#) Turno di qualificazione; (A) assente dal torneo; (Z#) Zona gruppo Coppa Davis/Fed Cup (con indicazione numero); (PO) play-off Coppa Davis o Fed Cup; vinto un (O) oro, (F-A) argento o (SF-B) bronzo ai Giochi Olimpici; (ND) torneo non disputato.

Statistiche aggiornate al Torneo di Wimbledon 2025.
| Torneo               | 2021 | 2022 | 2023 | 2024 | 2025 | Titoli | V-S   | V%  |
| Grande Slam          |      |      |      |      |      |        |       |     |
| Australian Open      | A    | A    | QF   | 3T   | SF   | 0 / 3  | 11–3  | 79% |
| Roland Garros        | A    | A    | 1T   | 3T   | 4T   | 0 / 3  | 4–3   | 57% |
| Wimbledon            | A    | A    | 2T   | 4T   | QF   | 0 / 3  | 8–3   | 73% |
| US Open              | Q2   | 1T   | SF   | 3T   |      | 0 / 3  | 7–3   | 70% |
| Vittorie-Sconfitte   | -    | 0–1  | 10–4 | 9–4  | 11–3 | 0 / 12 | 30–12 | 70% |
| Statistiche carriera |      |      |      |      |      |        |       |     |
|                      | 2021 | 2022 | 2023 | 2024 | 2025 | Titoli | V–S   | V%  |
| Tornei ATP disputati | 0    | 3    | 25   | 25   | 17   | 70     | 70    | 70  |
| Finali               | 0    | 0    | 1    | 2    | 2    | 5      | 5     | 5   |
| Tornei ATP vinti     | 0    | 0    | 1    | 1    | 1    | 3      | 3     | 3   |

## Vittorie contro top 10 per stagione
| Anno     | 2022 | 2023 | 2024 | 2025 | Totale |
| -------- | ---- | ---- | ---- | ---- | ------ |
| Vittorie | 1    | 2    | 2    | 2    | 7      |

| Anno | N.              | Avversario | Rank                        | Torneo      | Superficie | Turno                 | Punteggio |
| 2022 |                 |            |                             |             |            |                       |           |
| 1.   | Casper Ruud     | 5          | Cincinnati Open, Cincinnati | Cemento     | 2T         | 6–3, 6–3              |           |
| 2023 |                 |            |                             |             |            |                       |           |
| 2.   | Frances Tiafoe  | 10         | US Open, New York           | Cemento     | QF         | 6–2, 3–6, 7–6(7), 6–2 |           |
| 3.   | Jannik Sinner   | 4          | Shanghai Masters, Shanghai  | Cemento     | 4T         | 2–6, 6–3, 7–6(5)      |           |
| 2024 |                 |            |                             |             |            |                       |           |
| 4.   | Daniil Medvedev | 5          | Laver Cup, Berlino          | Cemento (i) | RR         | 6(6)–7, 7–5, [10–7]   |           |
| 5.   | Andrej Rublëv   | 7          | Swiss Indoors, Basilea      | Cemento (i) | QF         | 7–5, 6(3)–7, 6–4      |           |
| 2025 |                 |            |                             |             |            |                       |           |
| 6.   | Alex de Minaur  | 8          | Canadian Open, Toronto      | Cemento     | QF         | 6–3, 6–4              |           |
| 7.   | Taylor Fritz    | 4          | Canadian Open, Toronto      | Cemento     | SF         | 6–4, 6–3              |           |